# Trst (pokrajina)
Pokrajina Trst (talijanski: Provincia di Trieste, slovenski: Tržaška pokrajina) je jedna od četiri pokrajine u talijanskoj regiji Furlanija-Julijska krajina. Glavni i najvažniji grad pokrajine je Trst. Službeni jezici pokrajine su talijanski i slovenski.

## Povijest

### Ranija povijest
Nakon raspada Zapadnog Rimskog Carstva, područje današnje pokrajine zauzeli su Franci. Dolaskom habsburške vlasti u 13. stoljeću ovo područje je razdijeljeno između lokalnih kneževa. Tijekom vladavine Marije Terezije, te Josipa II. značajno se razvila pomorska trgovina.
Ovo područje je 1809. godine zauzela Napoleonova vojska. Nakon poraza, općine Devin, Zgonik i Repentabor pripojene su Gorici, dok je Trst potpao pod izravnu upravu Austrijskog carstva. Dolina i Milje postali su dio Istre. Rapalskim ugovorom iz 1920. godine koji je uslijedio nakon propasti Austro-Ugarske, Trst i Istra su pripali Italiji.

### Nakon Drugog svjetskog rata
Nakon svršetka Drugog svjetskog rata, na ovom području 15. rujna 1947. godine, osnovana je slobodna država pod nazivom Slobodni teritorij Trsta. Godine 1954., Jugoslavija i Italija došli su do sporazuma o podjeli teritorija na dva dijela. Zona A postala je današnja pokrajina Trst u sastavu Republike Italije, a Zona B priključena je SFRJ i postala dio SR Slovenije i SR Hrvatske. Pokrajina Trst konačno je i službeno postala dio Italije 1977. godine, Osimskim sporazumom.

## Zemljopis
Područje na kojem se nalazi pokrajina je poprilično usko (5-10 km) i dugačko oko 30 km, a proteže se od mora pa do uzvisina Krasa (400 metara iznad morske razne). Ova pokrajina na sjeverozapadu graniči s pokrajinom Goriziom, dok se na jugu nalazi Slovenija (Primorska), a na zapadu Tršćanski zaljev u Jadranskom moru).
Između Trsta i Milja nalazi se Miljski zaljev. Teritorij pokrajine se gotovo u potpunosti nalazi na Krasu. Ovdje postoji više primjera krškog reljefa od kojih je najpoznatija špilja Grotta Gigante. U pokrajini gotovo i da nema površinskih voda, osim rijeke Timave.

### Općine
U Tršćanskoj pokrajini nalazi se šest općina. To su:
- Trieste (Trst) - 207.069 stanovnika
- Muggia (Milje) - 13.211 stanovnika
- Duino-Aurisina (Devin Nabrežina) - 8.815 stanovnika
- San Dorligo della Valle (Dolina) - 6.019 stanovnika
- Sgonico (Zgonik) - 2.099 stanovnika
- Monrupino (Repentabor) - 850 stanovnika

U zagradama se nalaze nazivi na slovenskom jeziku.

## Gospodarstvo
Gospodarstvo pokrajine temelji se na uslugama (osiguranje, trgovina, turizam), a još uvijek važna industrija nalazi se u gradu. Od velike gospodarske važnosti su lučke aktivnosti. Od poljoprivrednih proizvoda najznačaniji su maslinovo ulje i vino.
Turizam u pokrajini je većinom povijesno i kulturno orijentiran, pogotovo na grad Trst. U ostalim mjestima popularne su prirodne atrakcije, kao Grotta Gigante, izvor rijeke Timave i sl. U povijesnom smislu značajna je i Devinska tvrđava. Kupališna središta su Sesljan i Grljan.

## Vanjske poveznice
- Turizam u Tršćanskoj pokrajini  Arhivirana inačica izvorne stranice od 12. ožujka 2011. (Wayback Machine)
- Službena turistička stranica pokrajine